# 周火生
周火生（1934年10月—2022年2月14日），中国江苏昆山市千灯镇人，慈善家，中共党员，曾任江苏省昆山市千灯镇中心小学教师。周火生累计为深处大别山的安徽省金寨县捐助助学款48万余元，2010年发起成立“昆山市周火生希望工程志愿者协会”，因其专注希望工程而被称为“希望老人”。

## 事迹
自1993年起，周火生骑着三轮车，在昆山80多所中小学校义卖书本以筹集善款，卖书15万册，骑坏了四辆三轮车，累计个人向大别山中金寨县学校捐款48万余元。在他的感召下，昆山及周边各界人士为金寨县希望工程捐款、捐物累计达到1200多万元，共帮助了金寨县的16所希望小学、1300多名学生。